# Karl Hrynda
Karl „Charly“ Hrynda (* 14. Juni 1950 in Bruchsal) ist ein ehemaliger deutscher Fußballtorwart.

## Leben
Hrynda studierte nach dem Abitur am Justus-Knecht-Gymnasium in Bruchsal von 1969 bis 1974 an der Pädagogischen Hochschule Heidelberg. Danach war er 15 Jahre lang Realschullehrer in Neckarsulm, später Berufsschullehrer.
Er begann seine Karriere beim FC Germania Forst im Fußballkreis Bruchsal. Vor der Saison 1972/73 wechselte er als 22-Jähriger zum damaligen Regionalligisten VfR Heilbronn. In der Spielzeit 1973/74 wurde Hrynda unter Trainer Fred Hoffmann Stammkeeper des VfR und stieg mit der Mannschaft in die 2. Liga Süd auf. Auch dort war er erster Torwart. Er stieg mit dem Verein sofort wieder in die 1. Amateurliga ab.
Nach vier Jahren beim VfR wechselte Hrynda dann zur Saison 1975/76 zum damals finanziell sehr potenten SV Neckargerach. Zur Runde 1981/82 kehrte er zum VfR Heilbronn zurück und beendete Ende 1982 seine Spielerkarriere aufgrund einer schweren Verletzung.
Nach seiner aktiven Zeit war Hrynda Torwarttrainer, Jugendtrainer und Abteilungsleiter beim VfR Heilbronn.